# Фолленборн
Фолленборн (нем. Vollenborn) — община в Германии, в земле Тюрингия.
Входит в состав района Айхсфельд. Подчиняется управлению Айксфельдер Кессель. Население составляет 242 человека (на 31 декабря 2010 года). Занимает площадь 2,41 км².